# Schöneberg (Altenkirchen)
Schöneberg é um município da Alemanha localizado no distrito de Altenkirchen, estado da Renânia-Palatinado.
É membro da Verbandsgemeinde (associação municipal) de Altenkirchen.

## População
Evolução da população:
| - 1815 – 172 - 1835 – 240 - 1871 – 262 - 1905 – 356 - 1939 – 295 | - 1950 – 383 - 1961 – 364 - 1970 – 368 - 1987 – 333 - 2005 – 415 |

Fonte:Datenquelle: Statistisches Landesamt Rheinland-Pfalz